# Allez reste
Singles par Boulevard des Airs
Tout le temps
(2018)
Singles par Vianney
Chanson sur ma drôle de vie
(2018)
Clip vidéo
[vidéo] « Allez reste », sur YouTube
Allez reste est une chanson de Boulevard des Airs en collaboration avec l'auteur-compositeur-interprète Vianney, sortie le 15 février 2019. C'est le troisième single tiré de l'album Je me dis que toi aussi.
La chanson est certifiée disque de platine en France par le Syndicat national de l'édition phonographique le 27 novembre 2020.

## Liste de titres
| 1. | Allez reste | Sylvain Duthu, Florent Dasque, Jean-Noël Dasque, Jérémie Plante | 3:08 |

| 1. | Allez reste (version orchestrale) | Sylvain Duthu, Florent Dasque, Jean-Noël Dasque, Jérémie Plante | 3:12 |

## Classements et certifications

### Classements hebdomadaires
| Classement (2019)                       | Meilleure position |
| --------------------------------------- | ------------------ |
| Belgique (Wallonie Ultratop 50 Singles) | 38                 |
| Belgique (Wallonie Ultratop 50 Airplay) | 26                 |
| France (SNEP)                           | 69                 |
| France (SNEP Radio)                     | 3                  |
| France (SNEP Streaming)                 | 74                 |
| France (SNEP Téléchargement)            | 19                 |

### Certifications
| Pays (2019)   | Certification | Seuil de ventes/streams         |
| ------------- | ------------- | ------------------------------- |
| France (SNEP) | Platine       | 30 000 000 (équivalent streams) |

## Historique de sortie
| Pays    | Version     | Date            | Format                    | Label    |
| ------- | ----------- | --------------- | ------------------------- | -------- |
| France, | originale   | 15 février 2019 | Téléchargement, streaming | Columbia |
| France, | orchestrale | 5 juillet 2019  | Téléchargement, streaming | Columbia |